# Východoevropský čas
|  | UTC-1: Kapverdský čas                                                                                                 |
|  | UTC: Západoevropský čas • Greenwichský čas                                                                            |
|  | UTC+1: Středoevropský čas • Západoafrický čas                                                                         |
|  | UTC+2: Východoevropský čas • Středoafrický čas • Středoevropský letní čas • Západoafrický letní čas • Jihoafrický čas |
|  | UTC+3: Východoevropský letní čas • Východoafrický čas                                                                 |
|  | UTC+4: Mauricijský čas • Sejšelský čas                                                                                |

Časové zóny v Evropě
modrá – GMT (UTC)
červená – CET/CEST (UTC+1)
žlutá – EET/EEST (UTC+2)
zelená – FET (MSK) (UTC+3)

Východoevropský čas (VEČ), anglicky Eastern European Time (EET), je střední sluneční čas poledníku 30 stupňů východně od Greenwiche, který univerzálnímu koordinačnímu času předbíhá o 2 hodiny (UTC+2). Je totožný se středoevropským letním časem.
VEČ platí především ve východoevropských státech, ale také v některých afrických státech. V jarním a letním období je ve většině těchto států zaváděn východoevropský letní čas (VELČ).
V Evropě na něj na západě navazuje středoevropský čas a na východě dálněvýchodoevropský a moskevský čas.

## Seznam zemí používajících VEČ
Následující země, části zemí a území používají východoevropský čas po celý rok:
- Egypt, od 21. dubna 2015; použitý EEST (UTC+02:00; UTC+03:00 s letní čas) od roku 1988–2010 a 16. května–26. září 2014. Viz také Egyptský standardní čas.
- Kaliningradská oblast (Rusko), od 26. října 2014; EET využívala i v letech 1945 a 1991–2011. Viz také Kaliningradský čas.
- Libye, od 27. října 2013; přešlo z Středoevropský čas, který se používal v roce 2012. Používá se celoroční EET od roku 1980–1981, 1990–1996 a 1998–2012.

Následující země, části zemí a území používají východoevropský čas pouze v zimě:
- Bulharsko, od roku 1894, s výjimkou let 1942 až 1945
- Kypr; Severní Kypr používal Čas z další východní Evropy po dobu jednoho roku v letech 2016–17 a poté se vrátil[1]
- Estonsko, v letech 1921–40 a od roku 1990
- Finsko, od roku 1921
- Řecko, od roku 1916
- Izrael, od roku 1948 (viz také Izraelský standardní čas)
- Jordánsko
- Lotyšsko, v letech 1926–40 a od roku 1990
- Libanon
- Litva, v letech 1920–40 a od roku 1990 s přestávkou 1998–1999
- Moldavsko, v letech 1918–40, 1941–44 a od roku 1991
  - Včetně Podněstří
- Palestina (viz také Palestinský standardní čas)
- Rumunsko
- Sýrie
- Ukrajina, v letech 1918–30 a opět od roku 1991

Následující země, části zemí a území, které používaly v minulosti východoevropský čas:
- Moskva používala EET v letech 1922–1930 a 1991–1992.
- Bělorusko, v letech 1922–30 a 1990–2011[2]
- V Polsku se tento čas používal v letech 1919–1922.
- Krym používal EET jako součást Ukrajiny v letech 1991–1994 a 1996–2014 a začal používat moskevský čas v důsledku anexe Krymu Ruskou federací v roce 2014.
- Turecko, používalo EET v letech 1910–1978 a znovu jej použilo v letech 1985–2016.[3]

Někdy, kvůli jeho použití v Microsoft Windows, FLE standardní čas (pro Finsko, Litvu, Estonsko, nebo někdy Finsko, Lotyšsko, Estonsko) nebo standardní čas GTB (pro Řecko, Turecko, Bulharsko) se používají k označení východoevropského času.